# Peter Grünig

Peter Grünig (1971)

Peter Ernst Grünig (* 29. April 1923 in Biel/Bienne; † 11. November 1977 in Baden) war ein Schweizer Forstingenieur und Politiker (FDP). Von 1967 bis 1977 vertrat er den Kanton Aargau im Nationalrat.

## Biografie
Grünig, dessen Bürgerort die Gemeinde Burgistein war, wuchs in der Stadt Biel auf und absolvierte dort seine gesamte Schulbildung bis hin zur Matura. An der ETH Zürich begann er 1942 Forstwirtschaft zu studieren. Nach seiner Diplomierung als Forstingenieur im Jahr 1947 sammelte er in Basel und Sarnen erste praktische Erfahrungen. 1949 bestand er das Staatsexamen, woraufhin er als wissenschaftlicher Assistent am Institut für Waldbau der ETH Zürich tätig war. Er promovierte 1955 und zog im darauf folgenden Jahr mit seiner Familie nach Baden um, wo er als Stadtoberförster zu arbeiten begann. Die ausgedehnten Waldungen der Badener Ortsbürgergemeinde bewirtschaftete Grünig nach den neuesten wissenschaftlichen Erkenntnissen, seine Tätigkeit hatte über die Kantonsgrenzen hinaus Vorbildwirkung. In der Schweizer Armee hatte er den Rang eines Oberstleutnants der Infanterie, mehrere Jahre lang präsidierte er die Badener Offiziersgesellschaft.
Bald nach seinem Umzug nach Baden begann sich Grünig politisch zu engagieren, zunächst auf lokaler Ebene. Von 1962 bis 1970 war er Präsident der FDP-Ortspartei Badens. 1967 wurde er in den Nationalrat gewählt, zweimal gelang ihm die Wiederwahl. Während seiner Zeit im Nationalrat war er Geschäftsleitungsmitglied der Aargauer FDP, ausserdem gehörte er dem leitenden Ausschuss des Schweizerischen Verbandes für Waldwirtschaft an. Besondere politische Anliegen für ihn waren unter anderem der Umweltschutz, der Natur- und Heimatschutz, die Raumplanung und das Bodenrecht, ebenso die Bildungs- und Militärpolitik. Im Alter von 54 Jahren starb Grünig an einem Herzversagen.